# Domício Pereira de Mattos
Domício Pereira de Mattos (31 de janeiro de 1916, São Paulo - 16 de setembro de 2010, Rio de Janeiro) foi um pastor e teólogo presbiteriano.
Formou-se em Teologia pelo Seminário Presbiteriano de Campinas em 1941 e foi ordenado como Pastor Presbiteriano no ano seguinte, pelo Presbitério de São Paulo da Igreja Presbiteriana do Brasil. Pastoreou igrejas Varginha, Santos, Lapa (10 anos), São Caetano, Unida e congregação Jardim das Oliveiras. Em 1943, casou-se com Ceres Toledo de Mattos, com quem teve um filho, Cercio.
Em 1953, transferido para o Presbitério do Rio de Janeiro, pastoreou as Igrejas de Ramos (por 32 anos), Praia de Botafogo (a qual pastoreou até sua morte), Olaria e Penha. Obteve o mestrado em jornalismo (1959) na Universidade de Syracuse e e em Teologia (1969) no Union Theological Seminary de Nova Iorque. Também bacharelou-se em Direito (1972).
Dentro da Igreja Presbiteriana do Brasil, por onze anos, foi redator do periódico oficial O Puritano, e depois de O Brasil Presbiteriano. Presidiu o Sínodo Meridional, o Sínodo Central e o Sínodo da Guanabara; por dezesseis anos participou da Comissão Executiva do Supremo Concílio; presidiu os Presbitérios de São Paulo e Rio de Janeiro. Foi o representante, por duas vezes, na Aliança Mundial Presbiteriana, em Evaston (EUA) e Genebra (Suíça). Em 1984, criou, com nove companheiros, o Presbitério Haroldo Cook, e permaneceu por alguns anos como ministro da Igreja Presbiteriana Unida do Brasil.
Durante a ditadura militar brasileira, Rev. Domício esteve debaixo de vigilância por suas posições consideradas subversivas, sendo considerado "esquerdista". Antes do golpe, fez parte da diretoria da Confederação Evangélica do Brasil e depois foi um dos fundadores e diretores do Centro Evangélico de Informação (CEI), que deu origem ao Centro Ecumênico de Documentação e Informações. Em sua denominação, depois de menos de dois anos, foi retirado da direção de O Brasil Presbiteriano, já que "a orientação do Rev. Domício, à frente do BP, não representa o pensamento da Igreja". Em 1969, com Jether Ramalho, levou clandestinamente para os Estados Unidos uma coleção de documentos que detalhava o tratamento do regime a centenas de prisioneiros políticos brasileiros, os quais foram entregues ao pastor William Wipfler, da Igreja Episcopal, e líder do Conselho Nacional de Igrejas.
Domício também foi editor do jornal Imprensa Evangélica; exerceu o magistério na Faculdade Brasileira de Ciências Jurídicas e na Universidade Federal de Juiz de Fora; foi autor de vários livros e primeiro ocupante da Cadeira 10 da Academia Evangélica de Letras do Brasil.